# Pelangko
Pelangko is een bestuurslaag in het regentschap Indragiri Hulu van de provincie Riau, Indonesië. Pelangko telt 1356 inwoners (volkstelling 2010).